# نامو اکتورز
نامو اکتورز (انگلیسی: Namoo Actors) شرکت سرگرمی کره‌ای است، که در سال ۲۰۰۴ تأسیس شد.